# Јоанис Георгаракис
Јоанис Георгаракис (грч. Ιωάννης Γεωργαράκης; 4. јун 1999) грчки је пливач чија ужа специјалност су трке слободним стилом. 

## Спортска каријера
Георгаракис је дебитовао на међународној пливачкој сцени на светском првенству у корејском Квангџуу 2019. где је наступио у две квалификационе трке. У треци на 100 слободно заузео је 55. место, док је као члан мушке штафете на 4×100 слободно, за коју је пливао трећу измену, заједно са Вазајосом, Голомејевим и Христуом, заузео десето место. 